# Zwarte dansvlieg
De zwarte dansvlieg (Empis ciliata) is een vlieg, die onder andere leeft van andere vliegen en behoort tot de familie dansvliegen (Empididae). Ze vliegen vanaf mei. De zwarte dansvlieg zuigt vaak nectar uit bloemen.

## Beschrijving
De zwarte dansvlieg is 9-12 mm lang en heeft een lange, omlaaggerichte zuigsnuit. Het lichaam is zwart evenals de poten en halters. De poten zijn zeer zwaar behaard, vooral van het vrouwtje.

## Voorkomen en levenswijze
De soort komt voor in Midden- en West-Europa en in Nederland vooral langs de grote rivieren. In België is de zwarte dansvlieg zeldzaam. Vanaf mei komen de zwarte dansvliegen in grote zwermen voor. Voor de paring vangt het mannetje een prooi, waarna de paring plaats, terwijl het vrouwtje de prooi leegzuigt.
De in de bodem levende larven voeden zich ook met insecten.